# Простой случай
«Простой случай» (титр фильма: «Рассказ о простом случае»; альтернативное название «Очень хорошо живётся») — немой фильм 1930 года режиссёра Всеволода Пудовкина, драма по мотивам фельетона Михаила Кольцова «Устарелая жена» (Правда. 10 августа 1927 г.). Картина вышла на экраны З декабря 1932 года.

## Сюжет
Отгремела гражданская война. Домой, в родной город возвращаются защитники молодой Советской республики.
Крепкая дружба связывает трёх боевых товарищей, бывших красных командиров Лангового, Жёлтикова и старшего среди них — дядю Сашу. Все трое работают в военном штабе. Дядя Саша и Жёлтиков — холостяки. Поселились они вместе, в одной комнате. Друзья часто навещают уютную квартиру Лангового и его жены — Машеньки, которые поженились ещё в годы гражданской войны. Верным боевым товарищем была Машенька на фронте. Любящей, заботливой подругой Лангового осталась она и теперь. Преданность мужу, безграничная любовь к нему особенно ярко проявляются у Машеньки, когда Ланговой тяжело заболевает. Много бессонных, тревожных ночей проводит она у постели мужа. Терпение и забота Машеньки берут своё: Ланговой выздоравливает. Через некоторое время Машенька уезжает отдыхать к своим родным. Во время её отсутствия Ланговой влюбляется в женщину, которую при случайных обстоятельствах спас от уличной катастрофы. Поведение Лангового встречает хотя и молчаливое, но явное осуждение его друзей. Возвратившаяся от родных Машенька тяжело переживает случившееся. Угрызения совести мучают и Лангового. Наконец он принимает решение вернуться к жене и добивается её прощения.

## В ролях
- Александр Батурин — Ланговой
- Евгения Рогулина — Машенька
- Александр Чистяков — дядя Саша
- Владимир Кузмич — Жёлтиков
- М. Белоусова — девушка
- Андрей Горчилин — рабочий
- Анна Чекулаева — жена рабочего
- Иван Новосельцев — Вася
- Афанасий Белов — Гриша
- Владимир Уральский — раненый солдат

## Съёмочная группа
- Режиссёр: Всеволод Пудовкин
- Сорежиссёр: Михаил Доллер
- Сценарист: Александр Ржешевский
- Операторы: Григорий Кабалов, Георгий Бобров
- Художник: Сергей Козловский
- Ассистент режиссёра: Яков Купер